# サウンドチャネル
サウンドチャネル（英語: sound channel）は、深さとともに音速が変わってゆくとき、途中で音速の極小部（音速極小点）をもつような海洋中の領域。この領域の音速プロファイルでは、音速極小点はグラフの頂点として認められる。音速極小点は、音線（音の伝播経路）に対して一種のレンズのように働くため、屈折によって鉛直方向に発散しなくなり、遠距離に伝播しやすくなるという特性がある。

## 概要
サウンドチャネルには下記のようなものがある。
混合層サウンドチャネル（サーフェスダクト）
海面直下の、音速勾配が正の領域によって形成されるもの。この層にトラップされた音波は、音線経路に沿って海面の反射を連続的に繰り返して遠方に伝播していく。またサーフェスダクト内にあるソナーにとって、その層の直下の水温躍層内は音線が到達できないシャドウゾーンとなることから、混合層下端の深度は対潜戦上重要であり、特に層深（layer depth）と称する。
中間層サウンドチャネル
下記のDSCほど深くない中間深度に、より限定的な海域で季節的にサウンドチャネルが出現することがある。これは局地的・一時的な現象だが、しばしばソナーの運用に大きな影響を与える。例えばロングアイランドとバミューダ諸島の間では、夏季にはメキシコ湾流の影響を受けて正の音速勾配が逆転し、深度300 ft (91 m)付近を音速極小点とするサウンドチャネルが出現する。地中海でも、風による撹拌を受けずに表面層の海水が太陽で暖められることによって、春から夏にかけて海面付近に強い負の音速勾配が発達し、やはり深度300 ft (91 m)付近を軸とするサウンドチャネルが出現する。これはDSCと同様に海面付近の音源による収束帯を形成するが、DSCよりも薄いチャネルであるため、帯の間隔は20 mi (32 km)程度と、ずっと短い。また日本の南西諸島西方の東シナ海でも同様の現象が認められる。この現象には1,000メートル程度の水深が必要とされる。
深海サウンドチャネル（SOFARチャネル, DSC）
水温躍層と深海等温層の境界を音速極小点とするもの。海面や海底への反射による音響的損失を生じにくいことから、中程度の音響出力でも非常に長距離の伝搬を期待できるという特性がある。
深海サウンドチャネルの位置は海域によって異なるが、各種条件が合致して海面付近まで上がってきた場合には収束帯（CZ）が出現し、水上艦艇のソナーでも長距離探知を期待できる。